# Frank Barnett
Frank Barnett (* 20. Juli 1933 in Atlanta, Georgia; † 15. Juli 2016 in Knoxville, Tennessee) war ein US-amerikanischer Politiker. Zwischen Oktober 1976 und Mai 1977 war er Gouverneur von Amerikanisch-Samoa.

## Werdegang
Frank Barnett arbeitete in Tennessee als Rechtsanwalt. Zeitweise war er auch als Agent für das FBI tätig. Politisch wurde er Mitglied der Republikanischen Partei. Zwischen 1974 und 1976 war er Vizegouverneur von Amerikanisch-Samoa.
Am 1. Oktober 1976 wurde Barnett als Nachfolger von Earl B. Ruth zum neuen Gouverneur von Amerikanisch-Samoa ernannt und im Januar 1977 in dieses Amt eingeführt. Dieses Position bekleidete er bis zum 27. Mai 1977. Seine Amtszeit war nicht unumstritten. Die Bevölkerung seines Territoriums war in zwei Lager gespalten. Eine Gruppe warf ihm Ausbeutung und Ausnützung der Einheimischen vor, die andere unterstützte ihn. Ausgelöst wurde der Konflikt durch die Entlassung der damaligen Bildungsministerin Mere Betham. Diese wurde bald darauf wieder eingestellt und der Konflikt wurde allmählich entschärft. Im Mai 1977 wurde Barnett von Hyrum Rex Lee abgelöst.